# Ariel Levy
Ariel Levy (Larchmont, 17 oktober 1974) is een Amerikaans schrijfster, feministe en redactrice bij het magazine The New Yorker.

## Biografie
Ariel Levy groeide op in Larchmont, New York, en studeerde in 1996 af aan de Wesleyan universiteit. Na haar studies werkte ze kort bij Planned Parenthood en ging onmiddellijk daarna aan de slag als typiste bij het New York Magazine en sinds 2008 is ze als redactielid in dienst bij The New Yorker. In een aantal essays en reportages over allerhande onderwerpen zoals druggebruik, genderrollen en de lesbische cultuur die werden gepubliceerd wordt verwezen naar Levy's persoonlijke gedachten over de status van het moderne feminisme. Levy bekritiseerde de pornografische videoserie Girls Gone Wild nadat ze de cameraploeg drie dagen gevolgd had en zowel de makers van de serie als de vrouwen die erin meespeelden geïnterviewd had. In 2005 publiceerde ze het boek Female Chauvinist Pigs: Women and the Rise of Raunch Culture waarin ze de Amerikaanse cultuur waarin vrouwen als object aanzien worden, op de korrel neemt. Haar werk werd gebundeld in enkele anthologieën: The Best American Essays 2008, New York Stories en 30 Ways of Looking at Hillary. 
Levy ontving de National Magazine Award for Essays and Criticism voor haar essay Thanksgiving in Mongolia dat ze schreef over het verlies van haar ongeboren baby in de negentiende week toen ze alleen op reis was in Mongolië. Het werk verscheen ook in The Best American Essays 2014.